# National Football League 1933
La stagione NFL 1933 fu la 14ª stagione sportiva della National Football League, la massima lega professionistica statunitense di football americano. La stagione iniziò il 10 settembre 1933 e si concluse con la finale del campionato che si disputò il 17 dicembre al Wrigley Field di Chicago e che vide la vittoria dei Chicago Bears sui New York Giants per 23 a 21.
La stagione vide per la prima volta la suddivisione delle squadre in due raggruppamenti denominati Eastern Division e Western Division, ognuno dei quali con una propria classifica finale ed un vincitore che avrebbe, alla fine della stagione, partecipato ad una partita di finale per l'assegnazione del titolo di campione della lega.
In questa stagione si unirono alla lega tre nuove squadre: i Pittsburgh Pirates, i Philadelphia Eagles ed i Cincinnati Reds. Inoltre i Boston Braves cambiarono la propria denominazione in Boston Redskins e gli Staten Island Stapletons si ritirarono dalla lega.

## Modifiche alle regole
Da questa stagione la NFL decise di distaccarsi dal regolamento del football universitario ed iniziò ad elaborare una propria serie di regole.
- Venne deciso che il passaggio in avanti fosse legale se effettuato da qualsiasi posizione purché dietro la linea di scrimmage. In precedenza chi effettuava il passaggio doveva essere almeno 5 iarde dietro la linea.
- Venne deciso di aggiungere le hashmarks posizionate a 10 iarde dalla linea laterali. Tutte le azioni sarebbero dovute iniziare da un punto all'interno di esse.
- Venne deciso, per incrementare la realizzazione di field goal diminuendo così il numero di partite terminate in parità, di avanzare le porte dal fondo della end zone alla linea di touchdown.
- Venne deciso che se un punt avesse toccato la porta avversaria prima che fosse stato toccato da uno dei giocatori in campo, sarebbe stato dichiarato un touchback.
- Venne deciso che se una palla calciata dalla propria end zone avesse colpito la porta e fosse terminata fuori dalla end zone o non fosse stata portata fuori dalla end zone dalla squadra che aveva effettuato il calcio, il risultato sarebbe stato un safety.

## Stagione regolare
La stagione regolare si svolse in 14 giornate, iniziò il 17 settembre e terminò il 10 dicembre 1933.

### Risultati della stagione regolare
- V = Vittorie, S = Sconfitte, P = Pareggi, PCT = Percentuale di vittorie, PF = Punti Fatti, PS = Punti Subiti
- Nota: nelle stagioni precedenti al 1972 i pareggi non venivano conteggiati nel calcolo della percentuale di vittorie.

| Eastern Division    |    |   |   |     |     |     |
| Squadra             | V  | S | P | PCT | PF  | PS  |
| New York Giants     | 11 | 3 | 0 | 786 | 244 | 101 |
| Brooklyn Dodgers    | 5  | 4 | 1 | 556 | 93  | 54  |
| Boston Redskins     | 5  | 5 | 2 | 500 | 103 | 97  |
| Philadelphia Eagles | 3  | 5 | 1 | 375 | 77  | 158 |
| Pittsburgh Pirates  | 3  | 6 | 2 | 333 | 67  | 208 |

| Western Division    |    |   |   |     |     |     |
| Squadra             | V  | S | P | PCT | PF  | PS  |
| Chicago Bears       | 10 | 2 | 1 | 833 | 133 | 82  |
| Portsmouth Spartans | 6  | 5 | 0 | 545 | 128 | 87  |
| Green Bay Packers   | 5  | 7 | 1 | 417 | 170 | 107 |
| Cincinnati Reds     | 3  | 6 | 1 | 333 | 38  | 110 |
| Chicago Cardinals   | 1  | 9 | 1 | 100 | 52  | 101 |

## La finale
La finale del campionato si disputò il 17 dicembre al Wrigley Field di Chicago e che vide la vittoria dei Chicago Bears sui New York Giants per 23 a 21.

## Vincitore
| Vincitori del campionato NFL 1933 Chicago Bears 3º titolo |